# En Karem
En Karem (hebr.: ביה"ס עין כרם) – wieś położona w samorządzie regionu Matte Jehuda, w Dystrykcie Jerozolimy, w Izraelu.
Leży w górach Judei, w pobliżu miasta Jerozolimy.

## Historia
Osada została założona w 1952 jako ośrodek edukacyjny dla okolicznych osiedli rolniczych.